# Surfboat en France
 (septembre 2020).
Si vous disposez d'ouvrages ou d'articles de référence ou si vous connaissez des sites web de qualité traitant du thème abordé ici, merci de compléter l'article en donnant les références utiles à sa vérifiabilité et en les liant à la section « Notes et références ».
 (septembre 2020).
Le surfboat est pratiqué en France.

## Résultats de compétitions en France
Coupe de France 2001, à Hossegor
| Place | Équipe                      |
| ----- | --------------------------- |
| 1er   | Hossegor                    |
| 2e    | Bordeaux Émulation Nautique |
| 3e    | Bayonne                     |

Championnats de France 2012, à Hossegor :
Masters Homme
| Place | Équipe            |
| ----- | ----------------- |
| 1er   | Biarritz Surfboat |
| 2e    | Biarritz Surfboat |
| 3e    | Hossegor Surfboat |

Masters Femme
| Place | Équipe            |
| ----- | ----------------- |
| 1er   | Bègles Surfboat   |
| 2e    | Biarritz Surfboat |
| 3e    | Hossegor Surfboat |